# Dolga ladja
Dolge ladje so bile vrsta specializiranih skandinavskih vojnih ladij, ki imajo dolgo zgodovino v Skandinaviji, njihov obstoj pa je arheološko dokazan in dokumentiran vsaj v 4. stoletju pr. n. št. Prvotno so jo izumili in uporabljali Normani (splošno znani kot Vikingi) za trgovino, raziskovanje in vojskovanje v vikinški dobi, mnoge značilnosti dolge ladje pa so prevzele druge kulture, kot so Anglosasi, in so še stoletja vplivale na ladjedelništvo.
Zasnova dolge ladje se je razvijala skozi stoletja in nadaljevala do 6. stoletja z ladjami, zgrajenimi iz prekrivajočih desk, kot je Nydam. Dolga ladja se je v popolni obliki pojavila med 9. in 13. stoletjem. Značaj in videz teh ladij se odražata v skandinavski tradiciji gradnje čolnov vse do danes. Posebne veščine in metode, ki se uporabljajo pri izdelavi dolgih ladij, se še vedno uporabljajo po vsem svetu, pogosto s sodobnimi prilagoditvami. Vse so bile narejeni iz lesa, s platnenimi jadri (tkana volna), na trupu pa so imele več detajlov in rezbarij.

## Značilnosti
Dolge ladje so bile označene kot elegantne, dolge, ozke in lahke, s trupom s plitkim ugrezom, zasnovanim za hitrost. Plitek ugrez ladje je omogočal plovbo v le en meter globokih vodah in poljubne pristanke na obali, njena majhna teža pa je omogočala, da so jo lahko prevažali čez prevozne poti ali jo uporabljali od spodaj navzgor za zavetje v taborih. Dolge ladje so bile opremljene z vesli po skoraj celotni dolžini samega čolna. Kasnejše različice so imele pravokotno jadro na enem jamboru, ki je bilo uporabljeno za nadomestitev ali povečanje napora veslačev, zlasti med dolgimi potovanji. Povprečna hitrost vikinških ladij se je razlikovala od ladje do ladje, vendar je bila v razponu od 5–10 vozlov (9,3–18,5 km/h), največja hitrost dolge ladje v ugodnih razmerah pa je bila okoli 15 vozlov (28 km/h). Muzej vikinških ladij, Oslo hrani ostanke treh takih ladij, Oseberg, Gokstad in ladja Tune.

## Zgodovina
Vikinške dolge ladje so bile v svojem času močno pomorsko orožje in so bile zelo cenjena lastnina. Arheološke najdbe kažejo, da vikinške ladje niso bile standardizirane. Ladje so se razlikovale od oblikovalca do oblikovalca in kraja do kraja ter so imele pogosto regionalne značilnosti. Izbiro materiala so na primer narekovali predvsem regionalni gozdovi, kot sta bor iz Norveške in Švedske ter hrast iz Danske. Poleg tega je imela vsaka vikinška dolga ladja posebne značilnosti, prilagojene naravnim razmeram, v katerih je plula.
Bile so v lasti obalnih kmetov in po sistemu vodenja je kralj v času spopadov lahko hitro sestavil veliko in močno vojno floto. Medtem ko so Norvežani uporabljali dolge ladje v vojskovanju, so jih večinoma uporabljali kot prevoz vojakov, ne kot vojne ladje. V 10. stoletju so bile dolge ladje včasih povezane v bitkah na morju, da bi tvorile stabilno platformo za bojevanje pehote. Na vrhuncu vikinške ekspanzije v 9. stoletju so se velike flote odpravile napadati propadajoče Frankovsko cesarstvo z napadi na plovne reke, kot so Ren, Sena, Loara in druge. Rouen je bil oplenjen leta 841, leto po smrti Ludvika Pobožnega, sina Karla Velikega. Quentovic, blizu sodobnega Étaplesa, je bil napaden leta 842 in 600 danskih ladij je napadlo Hamburg leta 845. Istega leta se je 129 ladij vrnilo, da bi napadle Seno. Sovražniki, kot so Angleži, so jih imenovali zmajeve ladje, ker so nekatere imele okras v obliki zmaja na vrhu premca. Norvežani so imeli močan smisel za pomorsko arhitekturo in so bili v zgodnjem srednjem veku napredni za svoj čas.

## Vrste dolgih ladij
Dolge ladje lahko razvrstimo v več različnih vrst, odvisno od velikosti, konstrukcijskih podrobnosti in prestiža. Najpogostejši način za razvrščanje dolgih ladij je po številu veslaških mest na krovu.

### Karvi
Karvi (ali Karve) je najmanjše plovilo, ki velja za dolgo ladjo. Po zakonu Gulatinga iz 10. stoletja je ladja s 13 klopmi za veslanje najmanjša ladja, primerna za vojaške namene. Ladja s 6 do 16 klopmi bi bila razvrščena kot Karvi. Te ladje so veljale za ladje za splošne namene, ki so se večinoma uporabljale za ribolov in trgovino, vendar so bile občasno naročene za vojaške namene. Medtem ko je večina dolgih ladij imela razmerje med dolžino in širino 7:1, so bile ladje Karvi bližje 9:2. Ladja Gokstad je znana ladja Karvi, zgrajena okoli konca 9. stoletja, ki jo je leta 1880 izkopal Nicolay Nicolaysen. Dolga je bila približno 23 m s 16 položaji za veslanje.

### Snekkja
Snekkja (ali snekke) je bila običajno najmanjša dolga ladja, ki se je uporabljala v vojskovanju in je bila razvrščena kot ladja z najmanj 20 klopmi za veslanje. Tipična snekkja ima lahko dolžino 17 m, širino 2,5 m in ugrez le 0,5 m. Prevažala bi posadko približno 41 mož (40 veslačev in en krmar).
Snekkja je bila ena najpogostejših vrst ladij. Po vikinškem izročilu jih je Knut Veliki leta 1028 na Norveškem uporabil 1200.
Norveški tip snekkja je imel običajno večji ugrez kot danske ladje, zasnovane za nizke obale in plaže. Snekkja je bila tako lahka, da ni potrebovala pristanišč – preprosto so jo lahko nasukali na obalo in jo celo prenesli čez prevozno pot.
Snekkja se je po koncu vikinške dobe še naprej razvijala, poznejši norveški primerki pa so postali večji in težji od ladij iz vikinške dobe. Sodobna različica se še vedno uporablja v Skandinaviji in se zdaj imenuje snipa v švedščini in snekke v norveščini.

### Skeid
Skeid (skeið), kar pomeni 'drsnik' (nanaša se na sley, tkalsko trstiko ali na nožnico, v katero zdrsne nož) in verjetno pomeni speeder (nanaša se na tek) (Zoega, Old Icelandic Dictionary). Te ladje so bile večje vojne ladje, sestavljene iz več kot 30 klopi za veslanje. Ladje tega tipa so ene izmed največjih dolgih ladij, kar so jih kdaj odkrili. Skupino teh ladij so odkrili danski arheologi v Roskildeju med razvojem na območju pristanišča v letih 1962 in 1996–97. Leta 1962 odkrita ladja Skuldelev 2 je dolga ladja tipa skeid, zgrajena iz hrastovine. Domneva se, da je bila zgrajena na območju Dublina okoli leta 1042. Skuldelev 2 bi lahko prevažala približno 70–80 članov posadke in je v dolžino merila nekaj manj kot 30 m. Imela je okoli 30 veslaških stolov. V letih 1996–97 so arheologi v pristanišču odkrili ostanke druge ladje. Ta ladja, imenovana Roskilde 6, je s 37 m najdaljša vikinška ladja, kar so jih kdaj odkrili in je datirana v leto okoli 1025. Skuldelev 2 je bila ponovljena kot Seastallion iz Glendalougha v muzeju vikinških ladij v Roskildeju in splovljena leta 2004. Leta 2012 so na Norveškem splovili 35-metrsko dolgo ladjo skeid z imenom Draken Harald Hårfagre. Strokovnjaki so ga zgradili iz nič, z uporabo izvirnih vikinških in eksperimentalnih arheoloških metod.

### Drakar
Drakar ali dreki 'zmaj' je vrsta ladje s tridesetimi klopmi za veslanje in več, ki je znana le iz zgodovinskih virov, kot je saga Göngu-Hrólfs iz 13. stoletja. Tu so ladje opisane kot najbolj nenavadne, elegantne, bogato okrašene in so jih uporabljali tisti, ki so plenili. Te ladje so bile najverjetneje skeidi, ki so se razlikovali le po izrezljanih grozečih zvereh, kot so zmaji in kače, na premcu ladje.
Najzgodneje omenjeni drakar je bila ladja neznane velikosti v lasti Haralda Lepolasega v 10. stoletju. Prva ladja drakar, katere velikost je bila omenjena v viru, je bil Olava Tryggvasona tridesetklopni Tranin, zgrajen v Nidarosu okoli leta 995. Daleč najbolj znana v tem obdobju je bila njegova kasnejša ladja Ormrinn Langi ("Dolga kača") s štiriintridesetimi klopmi, zgrajena pozimi od 999 do 1000. Z arheološkimi izkopavanji ni bila najdena nobena prava zmajeva ladja, kot je opisana v sagah.
Mestni pečat Bergna na Norveškem, ustvarjen leta 1299, prikazuje ladjo z zmajevo glavo na obeh koncih, ki bi lahko predstavljala ladjo drakar.

## Gradnja
Prve dolge ladje segajo med 500 in 300 pred našim štetjem, ko je bila zgrajena danska ladja Hjortspring. Pritrjena je bila z vrvico, ne pribita, s prostimi enolistnimi vesli. Imela je zaobljene prereze in čeprav je bila dolga 20 m, je bil širok le 2 m. Zaobljeni deli so dajali največji izpodriv za najnižjo namočeno površino, podobno kot pri sodobnem ozkem veslaškem enijcu, zato so bili zelo hitri, vendar so imeli majhno nosilnost. Oblika nakazuje predvsem rečno rabo. Za razliko od kasnejših čolnov je imela nizek premec in krmo. Posebna značilnost je dvokraki zarezan lok.
Najzgodnejša prava dolga ladja na vesla, ki so jo našli, je ladja Nydam, zgrajena na Danskem okoli leta 350 našega štetja. Imela je tudi zelo zaobljene podvodne dele, vendar je imela bolj izrazito izboklino na vrhu, kar ji je dajalo večjo stabilnost in tudi zadrževalo več vode iz čolna pri hitrosti ali v valovih. Ni imela jadra. Bila je narejena iz prekrivajočih desk, pritrjenih z železnimi žeblji. Premec in krma sta bila rahlo dvignjena. Kobilica je bila sploščena deska, ki je bila približno dvakrat debelejša od običajne deske, vendar še vedno ni bila dovolj močna, da bi zdržala sunek jambora navzdol.
Dolga ladja Sutton Hoo, včasih imenovana tudi ladja duhov Wulflingov, ima največjo širino približno 27 m × 4,5 m in je bila zgrajena okoli leta 625 našega štetja. Povezana je s Sasi. Ladja je bila zmečkana zaradi teže zemlje, ko je bila zakopana, vendar je večina podrobnosti rekonstruiranih. Ladja je bila v delu trupa podobna ladji Nydam z razširjenimi zgornjimi stranicami. V primerjavi s poznejšimi dolgimi ladjami so hrastove deske široke – približno 250 mm, vključno s krogi, z manj zožitve na premcu in krmi. Deske so bile debele 25 mm. 26 težkih okvirjev je v sredini razporejenih na 850 mm. Vsak okvir se zoži od zavoja kaluže do notranjega dela. To nakazuje, da so bila kolena uporabljena za oporo zgornjih dveh ali treh zgornjih desk, vendar so zgnila. Trup je imel značilno listnato obliko s premčnimi deli, ki so bili veliko ožji od krmnih četrti. Na vsaki strani je bilo devet širokih desk. Ladja je imela rahlo kobilico, vendar izrazito deblo in krmo. Rekonstrukcija kaže, da je bila krma precej nižja od premca. Imela je krmilno veslo na desni bok, ki ga je podpiral dodatni okvir. Dvignjen premec je segal približno 3,7 m nad kobilico, trup pa naj bi potegnil 750 mm, ko je bil rahlo obremenjen. Med vsakim zatičem so bile deske prekrite v običajnem slogu in pritrjene s šestimi železnimi zakovicami na desko. Ni dokazov o jamboru, jadru ali ojačitvi kobilice na sredini ladje, toda pol manjša replika Soe Wylfing je zelo dobro plula s skromno površino jadra.
Jadra so se začela uporabljati verjetno od 8. stoletja. Prva so imela pleten ali karo vzorec z ozkimi trakovi, prišitimi skupaj.
V poznem 8. stoletju je bila zgrajena ladja Kvalsund. Je prva s pravo kobilico. Njena oblika prečnega prereza je bila bolj položna na dnu z manjšo širino proti zgornjim stranem. Ta oblika je veliko bolj stabilna in sposobna obvladovati bolj razburkano morje. Imela je visok premec kasnejših dolgih ladij. Po več stoletjih evolucije se je popolnoma razvita dolga ladja pojavila nekje sredi 9. stoletja. Njena dolga, graciozna, grozeča glava, izklesana na krmi, kot je ladja Oseburg, je odmevala zasnove svojih predhodnikov. Jambor je bil zdaj kvadratnega preseka in je bil proti sredini ladje ter ga je bilo mogoče spuščati in dvigovati. Strani trupa so bile pritrjene skupaj, da se je lahko upogibala z valovi, kar združuje lahkotnost in preprosto rokovanje na kopnem. Ladje so bile dovolj velike za prevoz tovora in potnikov na dolgih čezoceanskih potovanjih, vendar so še vedno ohranjale hitrost in okretnost, zaradi česar je bila dolga ladja vsestranska vojaška ladja in prevoznik tovora.

## Navigacija in pogon

### Navigacija
V vikinški dobi (900–1200 n. št.) so bili Vikingi prevladujoči pomorščaki severnega Atlantika. Eden od ključev do njihovega uspeha je bila sposobnost spretnega krmarjenja po odprtih vodah. Vikingi so bili strokovnjaki za ocenjevanje hitrosti in smeri vetra ter za poznavanje toka in kdaj pričakovati visoko in nizko plimo. Vikinške navigacijske tehnike niso dobro razumljene, vendar zgodovinarji domnevajo, da so Vikingi verjetno imeli neke vrste primitivni astrolab in so za načrtovanje poti uporabljali zvezde.
Vikinška sončna ura
Med izkopavanjem kmetije iz vikinške dobe v južni Grenlandiji so našli del okrogle plošče z rezbarijami. Odkritje tako imenovane vikinške sončne ure je predlagalo hipotezo, da so jo uporabljali kot kompas. Arheologi so našli kos kamna in delček lesene plošče z ravnimi in hiperboličnimi rezbarijami. Izkazalo se je, da sta bila ta dva dela del sončnih ur, ki so jih Vikingi uporabljali kot kompas med prečkanjem morja vzdolž zemljepisne širine 61 stopinj severa.
Arheologi so našli dve napravi, ki ju interpretirajo kot navigacijski instrumenti. Zdi se, da sta obe sončni uri z gnomonskimi krivuljami, vgraviranimi na ravni površini. Naprave so dovolj majhne, da jih lahko plosko držimo v roki s premerom 70 mm. Na Grenlandiji so našli leseno različico iz leta okoli 1000 našega štetja. Kamnito različico so našli v Vatnahverfiju na Grenlandiji. S pogledom na mesto, kjer pade senca od palice na vrezano krivino, lahko navigator pluje vzdolž zemljepisne širine. Obe napravi za gnomonsko krivuljo zelo vidno prikazujeta krivuljo za 61° severno. To je bila približna zemljepisna širina, po kateri bi Vikingi pluli, da bi iz Skandinavije prišli na Grenlandijo. Lesena naprava ima tudi označen sever in je imela okoli roba 32 puščičnih konic, ki so lahko točke kompasa. Druge črte se razlagajo kot krivulje solsticija in nakonočja. Naprava je bila uspešno preizkušena kot sončni kompas med rekonstrukcijo leta 1984, ko je dolga ladja plula čez Severni Atlantik. Bil je natančen do ± 5°.
Hipoteza
Danski arheolog Thorkild Ramskou je leta 1967 predlagal, da bi bili »sončni kamni«, omenjeni v nekaterih sagah, morda naravni kristali, ki lahko polarizirajo svetlobo. Mineral kordierit, ki se pojavlja na Norveškem, ima lokalno ime Vikingov kompas. Njegove spremembe v barvi bi omogočile določitev položaja sonca (azimuta) tudi skozi oblačno ali megleno obzorje. Sončni kamni se dvojno lomijo, kar pomeni, da lahko predmete, gledane skozi njih, vidimo kot dvojne zaradi pozitivno nabitih kalcijevih ionov in negativno nabitih karbonatnih ionov. Ko kamen gleda v sonce, na kristal projicira dve prekrivajoči se senci. Motnost teh senc se bo razlikovala glede na smer sončnega kamna proti soncu. Če imata obe projicirani obliki popolnoma enako motnost, to pomeni, da je dolga stran kamna obrnjena neposredno proti soncu. Ker kamen uporablja polarizacijo svetlobe, najbolje deluje, ko je sonce na nižji nadmorski višini ali bližje obzorju. Logično je, da so Norvežani lahko uporabljali sončne kamne, saj je bil velik del območja, ki so ga prepotovali in raziskovali, blizu polarnega polja, kjer je sonce velik del leta zelo blizu obzorja. Na primer, v sagah o Vinlandu vidimo dolga potovanja v Severno Ameriko, večina jih je plula na več kot 61 stopinjah severne širine.
Genialna navigacijska metoda je podrobno opisana v knjigi Viking Navigation Using the Sonstone, Polarized Light and the Horizon Board Leifa K. Karlsena. Za izpeljavo smeri, ki jo je treba usmeriti glede na smer sonca, uporablja sončni kamen, izdelan iz dvolomca (optični kalcit ali silfurberg), in horizont-board. Avtor je slednjega sestavil iz vira islandske sage in opisuje poskus, s katerim je ugotovil njegovo točnost. Karlsen razpravlja tudi o tem, zakaj so Vikingi na potovanjih po Severnem Atlantiku morda raje pluli po soncu kot po zvezdah, saj so poleti na visokih zemljepisnih širinah dnevi dolgi in noči kratke.
Viking z imenom Stjerner Oddi je sestavil karto, ki je prikazovala smer sončnega vzhoda in zahoda, kar je navigatorjem omogočilo, da so z dolgimi ladjami zlahka pluli iz kraja v kraj. Almgren, zgodnejši Viking, je povedal o drugi metodi: »Vse meritve kotov so bile opravljene s tako imenovanim 'polovičnim kolesom' (nekakšen polpremer sonca, ki ustreza približno šestnajstim ločnim minutam). To je bilo nekaj, kar je poznal vsak skiper tistega časa ali pilot dolge plovbe ali kendtmand ('človek, ki pozna pot'), ki je včasih šel zraven na potovanja ... Ko je bilo sonce na nebu, ni bilo torej težko najti štiri točke kompasa, pa tudi določanje zemljepisne širine ni povzročalo težav.«
Ptice so bile koristen vodnik pri iskanju zemlje. Vikinška legenda pravi, da so Vikingi vrane v kletkah vzeli na krov ladij in jih spustili na prosto, če so se izgubile. Vrane so se instinktivno usmerile proti kopnemu in mornarjem dale smer, po kateri naj bi krmilili.

### Pogon
Ladje so imele dva načina pogona: vesla in jadra. Na morju je jadro dolgim ladjam omogočilo, da so potovale hitreje kot z veslom in premagovale velike čezmorske razdalje z veliko manj ročnega napora. Jadra je bilo mogoče hitro dvigniti ali spustiti. Pri sodobnem faksimilu se lahko jambor spusti v 90 sekundah. Vesla so uporabljali, ko so bili blizu obale ali v reki, za hitro pridobivanje hitrosti in ko je pihal (ali premalo) veter. V boju je zaradi spremenljivosti moči vetra veslanje postalo glavno pogonsko sredstvo. Ladjo je krmarilo navpično ploščato rezilo s kratkim okroglim ročajem, pod pravim kotom, nameščeno na desni strani zadnjega robnika.
Dolge ladje niso bile opremljene s klopmi. Med veslanjem je posadka sedela na morskih skrinjah (skrinjah, v katerih so bile njihove osebne stvari), ki bi sicer zavzele prostor. Skrinje so bile enake velikosti in so bile popolne višine za Vikinga, na katerem je lahko sedel in veslal. Dolge ladje so imele kljuke za vesla, vanje pa so se uporabljala tudi manjša vesla z zavoji, ki so se uporabljala kot ključavnice. Če ni bilo lukenj, je vesla držala zanka vrvi.
Inovacija, ki je izboljšala zmogljivost jadra, je bil beitaass ali palica za raztezanje – lesena opornica, ki utrjuje jadro. Zmogljivost ladje proti vetru je bila po sodobnih standardih slaba, saj ni imela središča, globoke kobilice ali zavetrja. Da bi pomagal pri navijanju, je beitaass držal prednji del napet. Oporne vrvi so bile pritrjene na sprednji del in speljane skozi luknje na sprednji pregradi. Takšne luknje so bile na zunanji strani trupa pogosto ojačane s kratkimi deli lesa, dolgimi približno 500 do 700 mm.

## Zapuščina
Vikingi so veliko prispevali k ladjedelniški tehnologiji svojega časa. Njihove metode gradnje ladij so se razširile prek obsežnih stikov z drugimi kulturami in znano je, da so si ladje iz 11. in 12. stoletja izposodile številne oblikovne značilnosti dolgih ladij, kljub temu, da so minila mnoga stoletja.
Številni zgodovinarji, arheologi in pustolovci so rekonstruirali dolge ladje, da bi razumeli, kako so delovale. Ti poustvarjalci so lahko prepoznali številne napredke, ki so jih Vikingi uvedli, da bi naredili dolgo ladjo vrhunsko plovilo.
Ladja je bila mojster vseh obrti. Bila je široka in stabilna, a lahka, hitra in okretna. Z vsemi temi lastnostmi, združenimi v eni ladji, dolga ladja ni imela konkurence stoletja, vse do prihoda velikega zobnika.
V Skandinaviji je bila dolga ladja običajno vojno plovilo tudi v 12.–13. stoletju. Leidangovi zakoni o dajatvah na floto so ostali v veljavi večji del srednjega veka in so zahtevali, da morajo svobodnjaki graditi, delati in opremljati ladje za vojno, če to zahteva kralj – ladje z vsaj 20 ali 25 pari veslačev). Vendar pa so bila proti poznemu 14. stoletju ta plovila z nizkimi deskami v slabšem položaju v primerjavi z novimi, višjimi plovili – ko so bratje Victual v službi Hanse jeseni 1393 napadli Bergen, na velike ladje piratov ni bilo mogoče poslati norveške ladje, ki jih je poklicala Margareta I. Danska, in plenilci so lahko nekaznovano oplenili mesto. Medtem ko so v prejšnjih časih uporabljali večje in višje dolge ladje, so do takrat oblasti prešle tudi na druge vrste ladij za bojevanje. Zadnja vikinška dolga ladja je bila poražena leta 1429.